# Luciano Montero Rechou
Pour les articles homonymes, voir Montero.
Luciano Montero Rechou, né le 2 juillet 1930 à Boucau et mort le 13 avril 2012 à Ordizia, est un coureur cycliste espagnol.

## Biographie
Luciano Montero Rechou est né en juillet 1930 à Boucau, dans le Sud-Ouest de la France. Il provient d'une famille de cyclistes originaires du Pays basque. Son père Ricardo a évolué au plus haut niveau professionnel, tout comme son oncle, lui aussi prénommé Luciano,. 
En 1950, il se distingue en devenant champion d'Espagne chez les amateurs, devant Federico Bahamontes. Il poursuit ensuite sa carrière durant onze saisons avec un statut de semi-professionnel. Ancien membre du Guidon Bayonnais, il a également porté les couleurs de diverses équipes espagnoles. Durant cette période, il obtient plusieurs victoires et diverses places d'honneur dans des petites courses. Il termine notamment deuxième de Bordeaux-Saintes en 1954, ou encore troisième du Tour de La Rioja en 1958. 

## Palmarès
- 1950
  -  Champion d'Espagne sur route amateurs
  - 2e de la Prueba Villafranca de Ordizia
- 1951[2]
  - Lazkaoko Proba
  - Gran Premio Liberación de Amoriebeta
  - 3e du championnat de Navarre sur route
- 1952[2]
  - Circuito del Goierri
  - 3e de la Lazkaoko Proba
- 1954
  - Lazkaoko Proba[2]
  - 2e de Bordeaux-Saintes
  - 2e de la Prueba Legazpia
  - 2e du Circuit de la Chalosse
- 1958
  - 3e du Tour de La Rioja
- 1959
  - Prueba Loinaz
- 1960
  - Gran Premio San Salvador del Valle[2]
  - 2e de la Prueba Loinaz

## Résultats sur les grands tours

### Tour d'Espagne
1 participation
- 1958 : abandon (1re étape)